# Drosophila brunneifrons
Drosophila brunneifrons är en tvåvingeart som beskrevs av Elmo Hardy 1965. Drosophila brunneifrons ingår i släktet Drosophila och familjen daggflugor.
Artens utbredningsområde är Hawaii.